# Marilyne Scarselli
Marilyne Scarselli (* 1978 in Südfrankreich) ist eine französische Maskenbildnerin und Friseurin.

## Karriere
Scarselli wurde 1978 in Südfrankreich geboren und ihre Eltern arbeiteten als Bäcker in Marseille. Nach eigenen Angaben war ihre Großmutter Friseurin, von der sie früh in den Beruf eingeführt wurde. Nach ihrem Schulabschluss 1994 arbeitete sie zehn Jahre lang als Friseurin, bevor sie eine Anstellung bei einer Filmproduktion erhielt. Ihr erster Film war Les temps des secrets. Darauf folgten über 60 Produktion, an denen sie als Maskenbildnerin und Friseurin beteiligt war. Im Jahr 2024 arbeitete sie an The Substance von Regisseurin Coralie Fargeat, für den sie mehrfach ausgezeichnet wurde, unter anderem für einen BAFTA. Außerdem wurde sie zusammen mit Pierre-Olivier Persin und Stéphanie Guillon bei der Oscarverleihung 2025 in der Kategorie Bestes Make-up und beste Frisuren ausgezeichnet.
Scarselli lebt in Marseille.

## Filmografie (Auswahl)
- 2007: Les temps des secrets (Fernsehfilm)
- 2007: L’étoile manquante (Kurzfilm)
- 2007: New Love (Kurzfilm)
- 2009: Action spéciale douanes (Fernsehserie, 6 Folgen)
- 2010: Camus (Fernsehfilm)
- 2010: Nannerl, la soeur de Mozart
- 2010: Paris Connections
- 2011: Das Versteck
- 2014: Camping paradis (Fernsehserie, 11 Folgen)
- 2015: No Limit (Fernsehserie, 8 Folgen)
- 2015: The Last Panthers
- 2015: Contact (Fernsehserie, 2 Folgen)
- 2016: Marseille (Fernsehserie, 8 Folgen)
- 2017: Grenzenlos
- 2017: Livraison (Kurzfilm)
- 2018: Plus belle la vie (Fernsehserie, 10 Folgen)
- 2018: Sieben Zwerge & ich (Fernsehserie, 6 Folgen)
- 2019: Rêves de jeunesse
- 2020: PBLV et le Défenseur des Droits (Miniserie)
- 2020: Charlotte Link: Die Entscheidung
- 2020: Der Mann, der seine Haut verkaufte
- 2022: Une si longue nuit (Miniserie)
- 2022: The English
- 2023: Gangs of Paris
- 2024: The Substance
- 2024: The Veil (Miniserie)

## Auszeichnungen (Auswahl)
- 2025: Gold Derby Award in der Kategorie Bestes Make-up und beste Frisuren für The Substance
- 2025: BAFTA in der Kategorie Bestes Make-up und beste Frisuren für The Substance
- 2025: Oscar in der Kategorie Bestes Make-up und beste Frisuren für The Substance